# Exekias

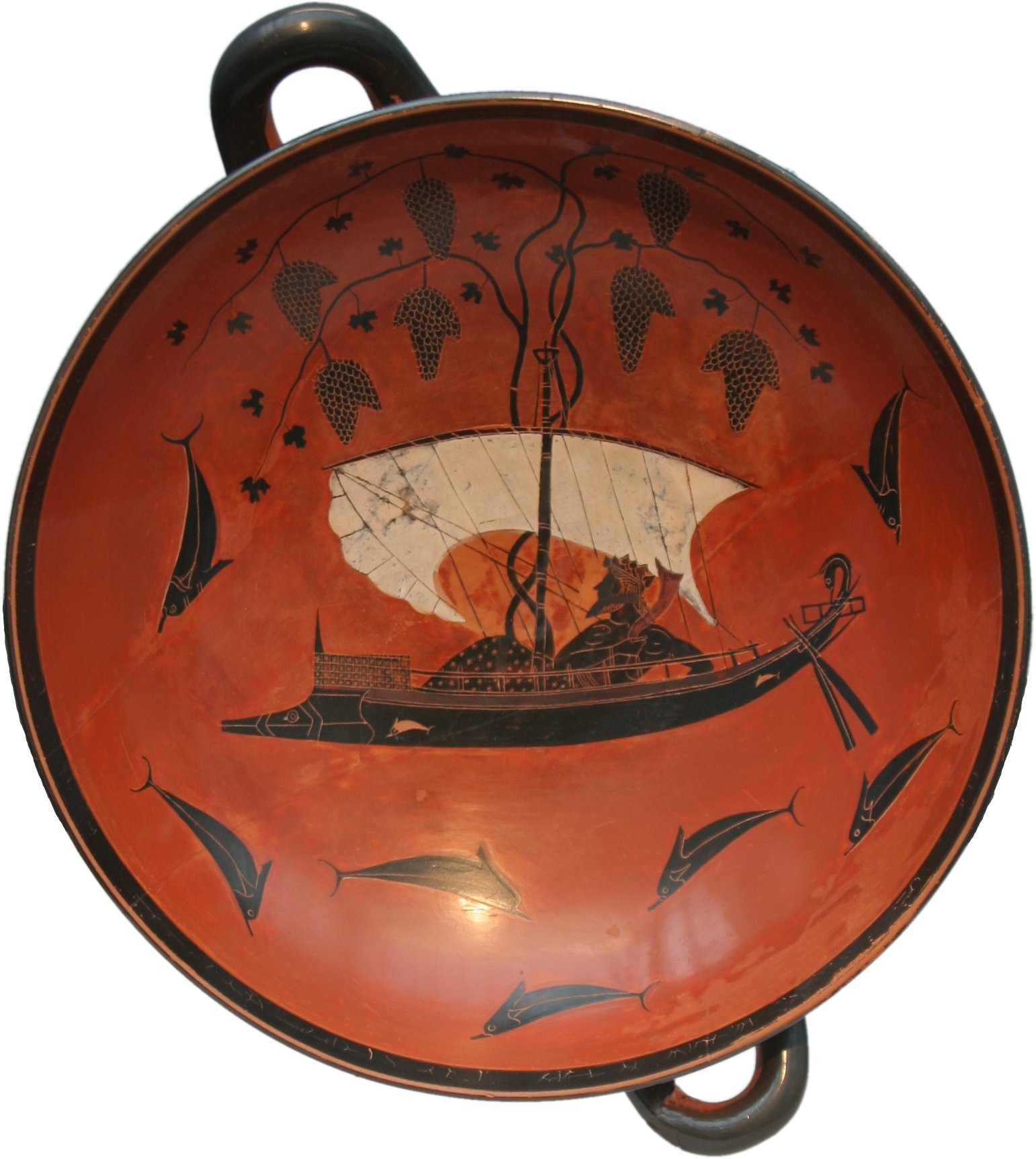
Dionysus afgebeeld door Exekias

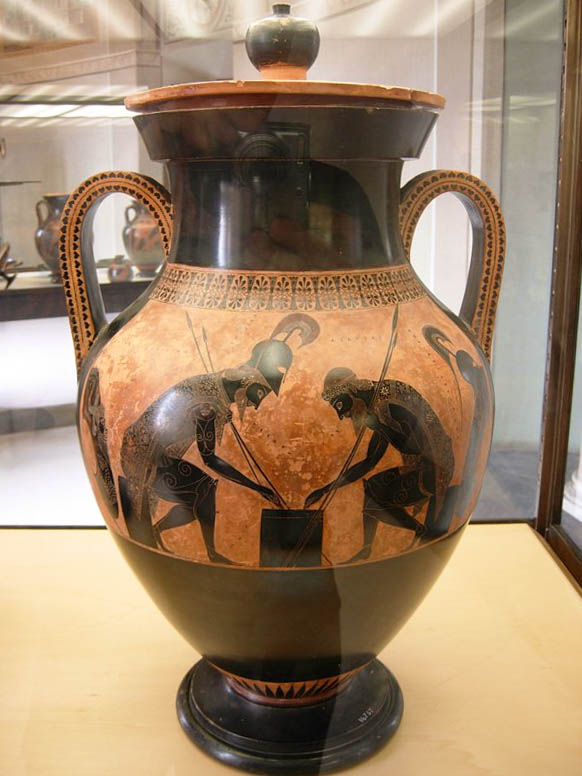
Ajax en Achilles afgebeeld door Exekias

Exekias (Oudgrieks: Ἐξηκίας) was een pottenbakker en schilder van Attische vazen in de 6e eeuw v.Chr.. Het is onbekend waar hij geboren is en wanneer hij stierf. Hij was in Athene actief tussen 545 en 530 voor Christus.
Hij is de beroemdste vertegenwoordiger van de zwartfigurige keramiek. Zijn voornaamste stijlkenmerken als tekenaar zijn: zuiverheid van compositie, sierlijkheid en natuurlijkheid in de houdingen, uiterst nauwkeurige tekening dankzij talrijke inkervingen die de zwarte silhouet omlijnen. Daarnaast wordt hij door velen gezien als een van de eerste schilders die niet alleen figuren, maar ook sfeer weten weer te geven. 
In dit opzicht spreekt vooral de beroemde amphora tot de verbeelding waarop aan de ene kant Ajax en Achilles in een pauze van de Trojaanse oorlog bezig zijn met een bordspel. De spanning van het spel is prachtig weergegeven, beiden zitten voorovergebogen boven het bord, ze hebben hun speren nog in de hand, Ajax heeft zijn helm afgezet, maar Achilles de helm zover omhooggetrokken dat hij niet meer door het vizier hoeft te kijken. Op de andere zijde komt de tweeling Kastor en Pollyx (Polydeukes) thuis en worden zij ontvangen door een hond die enthousiast opspringt tegen Pollux, door hun moeder Leda en hun vader Tyndareus; een slaafje komt aanlopen met een schone mantel voor Kastor die kennelijk net een bad heeft gehad.
- Bibsys: 10078069
- Bibliothèque nationale de France: cb16598556n (data)
- Gemeinsame Normdatei: 119536366
- International Standard Name Identifier: 0000 0000 9586 1559
- Library of Congress Control Number: n98032839
- Nationale Bibliotheek van Israël: 987007431412905171
- Nederlandse Thesaurus van Auteursnamen: 165652861
- Réseau des bibliothèques de Suisse occidentale: 02-A010178295
- Système universitaire de documentation: 052199363
- Union List of Artist Names: 500027430
- Virtual International Authority File: 13149365916385600862
- WorldCat: E39PCjHM3JM4HJXww6fgrhtYfq